# Brachybasidium
Brachybasidium är ett släkte av svampar. Brachybasidium ingår i familjen Brachybasidiaceae, ordningen Exobasidiales, klassen Exobasidiomycetes, divisionen basidiesvampar och riket svampar.
|                | Kordyana                                  |
|                |                                           |
|                | Dicellomyces                              |
|                |                                           |
|                | Proliferobasidium                         |
|                |                                           |
| Brachybasidium | \| \| Brachybasidium pinangae \| \| \| \| |
|                | \| \| Brachybasidium pinangae \| \| \| \| |
|                | Brachybasidium pinangae                   |
|                |                                           |

|  | Brachybasidium pinangae |
|  |                         |